# Władimir Bogaczow
Władimir Władimirowicz Bogaczow, ros. Владимир Владимирович Богачёв (ur. 7 lutego 1881 r. w stanicy Nowoczerkaskaja, zm. 11 grudnia 1965 r. w Baku) – rosyjski geolog, paleontolog, wykładowca akademicki, członek kolaboracyjnej Komisji do Spraw Kozackich podczas II wojny światowej

## Życiorys
Ukończył gimnazjum w Nowoczerkasku, zaś w 1905 r. studia fizyczno-matematyczne na uniwersytecie w Sankt Petersburgu, po czym został asystentem geologa N. A. Sokołowa. Był autorem licznych artykułów i publikacji z zakresu geologii. Prowadził wyprawy naukowe po ziemiach kozackich. W 1917 r. otrzymał stopień docenta. Wkrótce został profesorem Dońskiego Instytutu Pedagogicznego w Nowoczerkasku. Podczas wojny domowej w Rosji współpracował z władzami Republiki Dońskiej. Napisał i wydał książki pt. "Донская хрестоматия" i "География Всевеликого Войска Донского". Po klęsce wojsk Białych pozostał w Rosji. W latach 20. i 30. był profesorem uniwersytetu w Rostowie nad Donem oraz politechniki i uniwersytetu w Baku. W 1937 r. uzyskał tytuł doktora nauk geologiczno-mineralistycznych. W 1940 r. stanął na czele katedry geologii historycznej uniwersytetu rostowskiego. Po zajęciu Rostowa nad Donem przez wojska niemieckie 24 lipca 1942 r., wszedł w skład Komisji do Spraw Kozackich. Kiedy miasto zostało odzyskane przez Armię Czerwoną aresztowano go 7 marca 1943 r. Przebywał w więzieniu w Saratowie. Po procesie skazano go 5 czerwca tego roku na karę 10 lat więzienia. Pomimo skazania w latach 1944–1946 W. W. Bogaczow pracował w laboratorium specjalistycznym w Moskwie. Następnie został wydalony do Uchty, a potem na Workutę, gdzie prowadził prace paleontologiczne nad dawną fauną. Specjalizował się w morskich mięczakach, których opisał ponad 500 gatunków. W 1953 r., po ukończeniu kary, powrócił do Nowoczerkaska. Kontynuował swoje badania paleontologiczne, głównie w rejonie Baku. Był autorem książek pt. "Пресноводная фауна Евразии" i "Материалы к истории пресноводной фауны Евразии".